# Pyramides (Métro Paris)

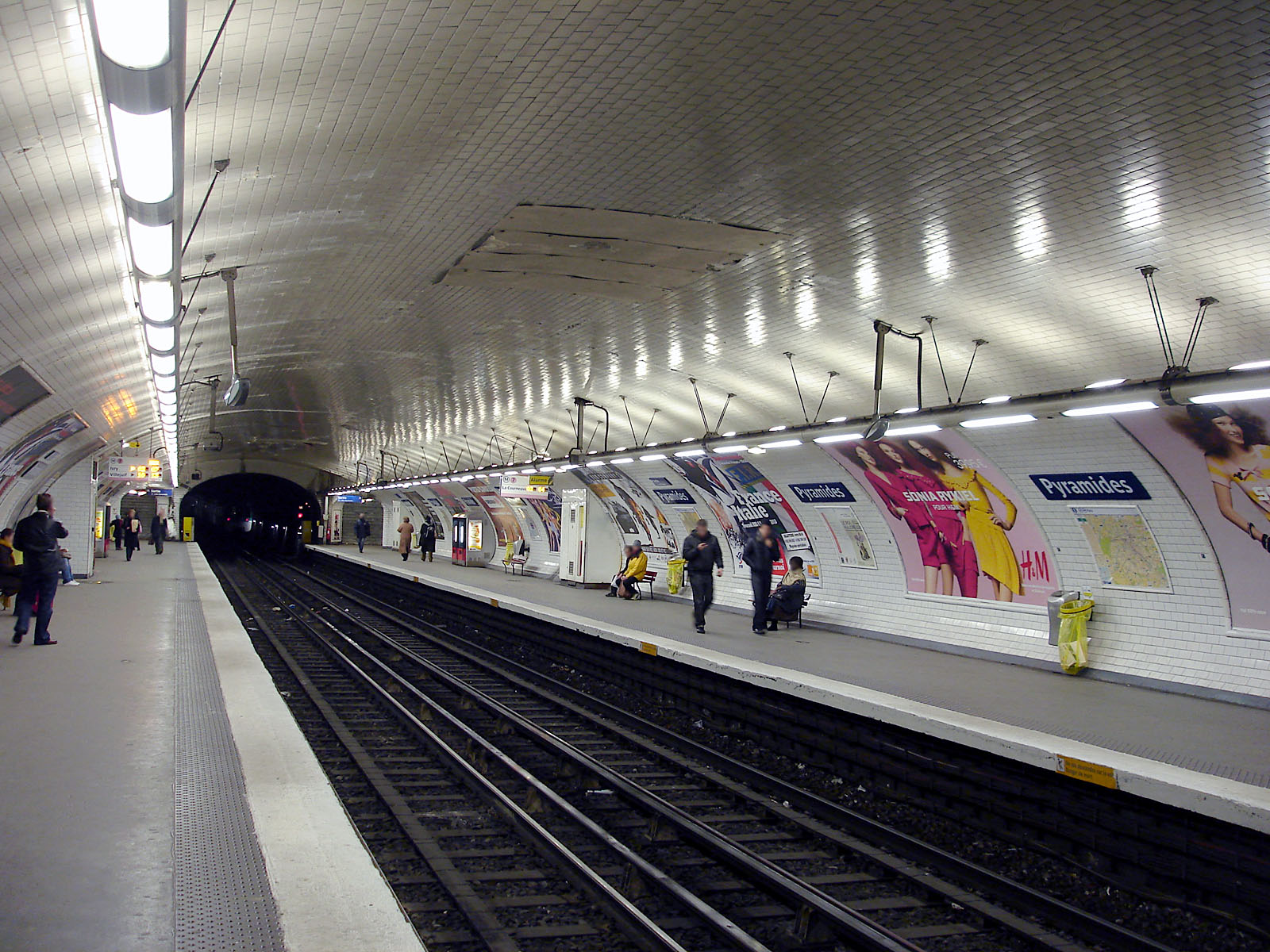
Station der Linie 7

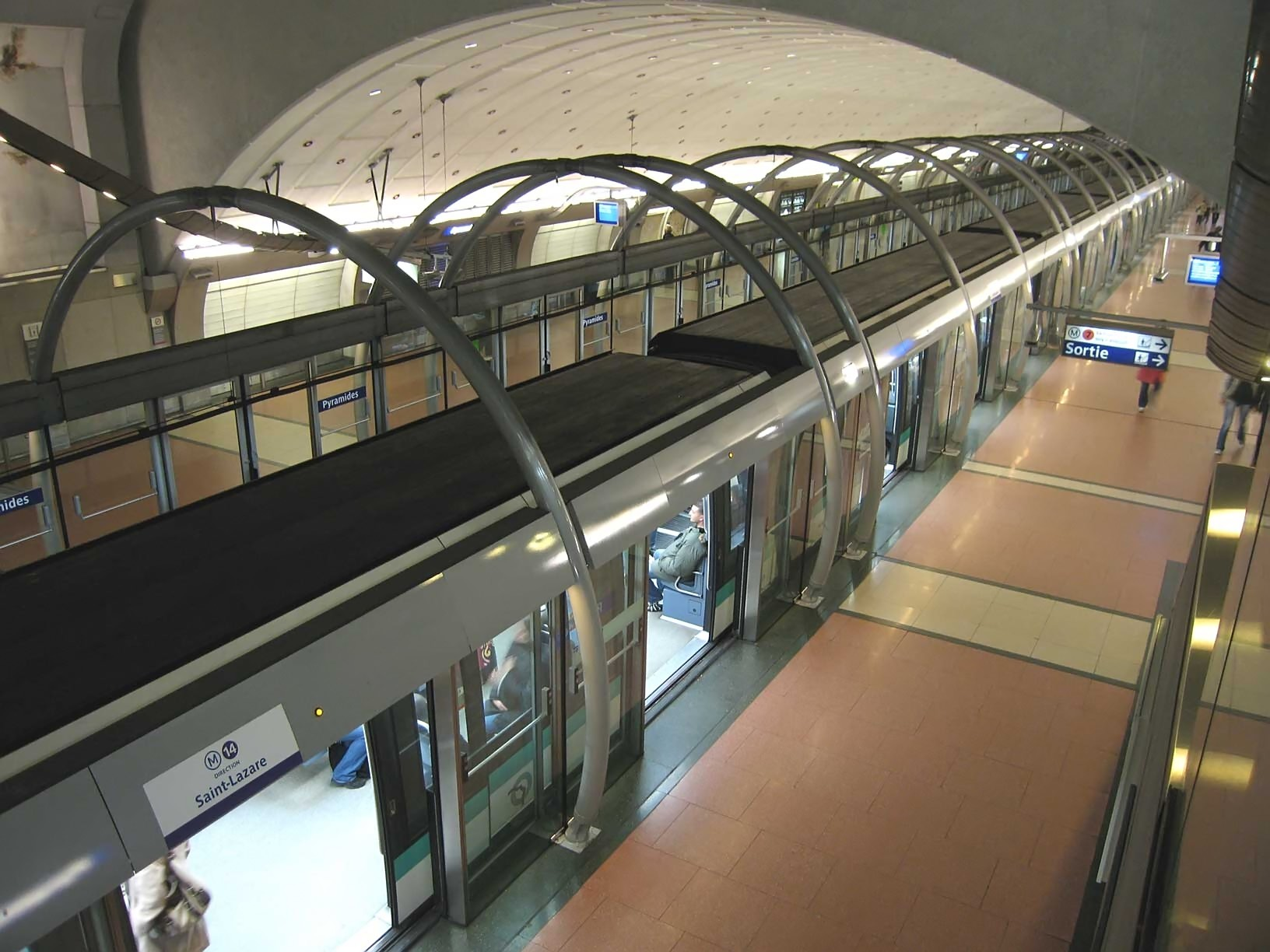
Station der Linie 14

Pyramides [piʁamid] ist ein unterirdischer Umsteigebahnhof der Pariser Métro. Er wird von den Linien 7 und 14 bedient.

## Lage
Der U-Bahnhof befindet sich im Quartier du Palais-Royal des 1. Arrondissements von Paris. Die Station der Linie 7 liegt längs unter der Avenue de l’Opéra zwischen der Rue des Pyramides und der Rue de l’Échelle, die der tieferliegenden Linie 14 unterquert die Bebauung und kreuzt die Station der Linie 7 nahe der Einmündung der Rue des Pyramides.

## Name
Namengebend ist die Rue des Pyramides. Deren Name bezieht sich auf die Schlacht bei den Pyramiden am 21. Juli 1798. An jenem Tag besiegten in Ägypten fünf Divisionen unter Napoleon Bonaparte das von Murad Bey Muhammad geführte Heer der Mamluken. Napoleon prägte den Begriff „Schlacht bei den Pyramiden“, obwohl die Pyramiden von Gizeh mehrere Kilometer entfernt lagen.

## Geschichte und Beschreibung
Die Station der Linie 7 wurde am 1. Juli 1916 in eröffnet, als deren südliche Verlängerung von Opéra bis Palais Royal in Betrieb ging. Sie liegt unter einem elliptischen, weiß gefliesten Gewölbe und ist 75 m lang. An den zwei Streckengleisen liegen Seitenbahnsteige.
Am 15. Oktober 1998 wurde die Station der Linie 14 in Betrieb genommen. Deren vollautomatisch verkehrende Züge liefen zunächst zwischen Madeleine und Bibliothèque François Mitterrand. Sie liegt unter einem runden Betongewölbe, ist 120 m lang und mit Bahnsteigtüren ausgestattet. Auch sie weist Seitenbahnsteige an zwei Streckengleisen auf.

## Fahrzeuge
Auf der Linie 7 verkehren konventionelle Fünf-Wagen-Züge der Baureihe MF 77. Zwischen 1971 und 1979 liefen dort Züge der Baureihe MF 67, davor solche der Bauart Sprague-Thomson.
Die Linie 14 ist mit gummibereiften, fahrerlosen Acht-Wagen-Zügen der Baureihen MP 89 CA und MP 05 ausgestattet.